# Tripoli (Iowa)
Tripoli – miasto w Stanach Zjednoczonych, w stanie Iowa, w hrabstwie Bremer. W 2000 roku liczyło 1310 mieszkańców.